# Zbigniew Byszewski
Zbigniew Byszewski (ur. 1929 w Lipnie) – polski dyplomata, ambasador w Bangladeszu (1972–1976), konsul generalny w Beghazi (1991–1992). 

## Życiorys
Zbigniew Byszewski ukończył studia w Szkole Głównej Służby Zagranicznej. W 1954 rozpoczął pracę w Ministerstwie Spraw Zagranicznych. Przebywał na placówkach w Pradze i Waszyngtonie. W latach 1972–1976 był ambasadorem w Bangladeszu, w latach 1973–1975 akredytowanym także w Birmie. Zastępca szefa polskiej misji w Międzynarodowej Komisji Nadzoru i Kontroli w Wietnamie. Ok. 1980 doradca ministra w Departamencie II. W latach 1991–1992 pełnił funkcję konsula generalnego RP w Benghazi.
Członek Polskiej Zjednoczonej Partii Robotniczej.